# Fagraea longituba
Fagraea longituba är en gentianaväxtart som beskrevs av Martin Lawrence Grant.
Fagraea longituba ingår i släktet Fagraea och familjen gentianaväxter. Inga underarter finns listade i Catalogue of Life.